# 해더웨이 (음악가)
해더웨이(Haddaway, 1965년 1월 9일 ~ )는 독일의 음악가이다. 1993년 노래 "What Is Love"로 잘 알려져 있다.